# Blackadder the Third
Blackadder the Third är den tredje serien från BBC situationskomedi Svarte Orm, skriven av Richard Curtis och Ben Elton, som sändes från den 17 september 1987 till den 22 oktober 1987.
Serie tre utspelar sig under Englands glansfyllda period 1760-1815, då huvudkaraktären Edmund Blackadder är butler hos den oduglige prins George. 
Under serie tre skar de även ned på antalet huvudroller ordentligt så att de hade mindre karaktärer jämfört med tidigare serier. Men de hade dock ett antal olika gästroller av kända komiker både från tidigare Svarte Orm serier men även från andra sammanhang.
Programmet vann ett BAFTA award för bästa komediserie 1988 samtidigt som den fick tre andra nomineringar.

## Intrig
Blackadder the Third utspelar sig från det sena 1700-talet till det tidiga 1800-talet, under perioden då Kung George III fick abdikera på grund av sin dåliga hälsa, och hans son George, Prinsen av Wales fick vara regent. Under den här tiden var han känd som Prince Regent.
I serien är Mister E. Blackadder Esq. (Rowan Atkinson) huvudbutler till Prince Regent (Hugh Laurie), en helt hjärndöd idiot. Enligt Edmund har han varit i prinsens tjänst i hela sitt liv, ända sedan prinsen ammades och Edmund var tvungen att visa honom var man "serverades mjölk".
Baldrick (Tony Robinson) liknar mycket sin Blackadder II-föregångare, och hans "cunning plans" ("listiga planer") är inte speciellt genomtänkta eller smarta. Precis som Blackadder själv är han en tjänare, både till Prince Regent men även till Blackadder. I eftertexten står det att han är Blackadders passopp.
Det är tre stycken huvudplatser: Prinsens rum, som är stort och har typisk inredning efter tiden. Köket som ligger en trappa ner, Blackadder och Baldricks "rum", som är mörkt och lortigt. Och Mrs. Miggin's coffehouse. Mrs. Miggins pajbutik nämndes redan i Blackadder II men visades aldrig - men i tredje serien dök hon alltså - eller åtminstone en efterlevande av henne - upp.
Under serien finns det en hel del olika gästskådespleare som ibland medverkat i tidigare Svarte Orm-serier. Till exempel Robbie Coltrane som Dr. Samuel Johnson, Tim McInnerny som ena halvan av The Scarlet Pimpernel (snarare en Darling än en Percy), Duke of Wellington spelad av Stephen Fry med mera.
Mister Blackadder, Baldrick och Prince George kommer tillbaka i samma miljö under special avsnittet Blackadder's Christmas Carol.

## Avsnitt
Den tredje serien sändes i sex avsnitt på torsdagar på BBC One klockan 21.30 mellan den 17 september och den 22 oktober 1987. De engelska titlarna på avsnitten var alltid två substantiv som passade ihop. Till exempel Sense and Senility (Känsla och senilitet) som är en parodi på Jane Austens roman Sense and Sensebility. Det går därför inte att översätta ordagrant till svenska utan att det komiska försvinner därför är den svenska översättningen på titlarna hämtade från DVD-utgåvan från 2001.
| Titel               | Svensk översättning | Sändningsdatum    | Intrig i korthet |
| ------------------- | ------------------- | ----------------- | --- |
| Dish and Dishonesty | Strumpor            | 17 september 1987 | Mr. Blackadder lyckas med att rädda sin herres förmögenhet från premiärministern, men allt går inte enligt planerna när Baldrick väljs in i överhuset. Detta avsnitt driver lite med brittiska parlamentet. |
| Ink and Incability  | Lexikon             | 24 september 1987 | För att höja sin intellektuella nivå, blir prinsen "intresserad" av Dr. Johnsons nya lexikon, vilket dock inte imponerar på Mr. Blackadder.                                                                 |
| Nob and Nobility    | Principer           | 1 oktober 1987    | Röda Nejlikan har blivit en hjälte, men det irriterar Blackadder som inte tycker om allt franskt. |
| Sense and Senility  | Anarki              | 8 oktober 1987    | När ett mordförsök blivit utfört på prinsen, anställer han, emot Mr. Blackadders önskemål, två skådespelare som skall hjälpa honom att stärka sin image.                                                    |
| Amy and Amiability  | Stöld               | 15 oktober 1987   | När Prins Georges pengar tar slut försöker Blackadder få honom att gifta sig med Amy Hardwood, dotter till en rik affärsman.                                                                                |
| Duel and Duality    | Duell               | 22 oktober 1987   | Hertigen av Wellington lovar att döda prinsen i en duell, vilket får Blackadder att komma på en listig plan.                                                                                                |

## Roller
- Rowan Atkinson som Edmund Blackadder Esquire
- Tony Robinson som Baldrick
- Hugh Laurie som prins George
- Helen Atkinson-Wood som mrs Miggins

Serie tre hade mycket mindre huvudroller till skillnad från de två föregångarna men serien innehöll istället många noterbara gästframträdanden. Tim McInnerny valde att inte fortsätta spela rollen Percy i rädsla om att han skulle bli relaterad till karaktären hela tiden. Han ersattes då av Hugh Laurie som George men McInnerny gästade serien i avsnitt tre som ena halvan av Röda Nejlikan. Precis som honom gästade Miranda Richardson och Stephen Fry serien en gång var. Fry och McInnerny återvände dock i Blackadder Goes Forth som varsin huvudroll, till skillnad från Miranda Richardson som enbart gästade serie fyra.